# Gauliga Mitte 1941/42
Die Gauliga Mitte 1941/42 (auch Bereichsklasse Mitte 1941/42) war die neunte Spielzeit der Gauliga Mitte im Fußball. Die Meisterschaft sicherte sich der SV Dessau 05 mit fünf Punkten Vorsprung vor dem 1. SV 03 Jena. Nach zwei Jahren mit nur acht Vereinen, wurde die Saison nun wieder mit den zuvor obligatorischen zehn Vereinen ausgetragen. Mit ihrem Triumph qualifizierten sich die Dessauer für die Endrunde um die Deutsche Meisterschaft, schieden dort aber bereits im Achtelfinale aus. Die Abstiegsränge belegten der FC Thüringen Weida und der FuCC Cricket-Viktoria 1897 Magdeburg. Aus den Bezirksklassen (Bereichsklasse II) stiegen die SpVgg 02 Erfurt und der FV Sportfreunde Halle auf.

## Resultat-Kreuztabelle
Am 1. Februar 1942 sollte sich die Mitte-Meisterschaft entscheiden. Im Dessauer Schillerpark waren 4.000 Zuschauer zugegen als sich die heimischen 05er und der 1. SV Jena gegenüberstehen. Am Ende triumphieren die Gastgeber nach hochklassigem und intensivem Kampf mit 4:2 und stehen dicht vor ihrem vierten Gauliga-Titelgewinn. Nur eine Woche später ist dieser dann perfekt, nachdem man an der Elbe bei Absteiger Cricket-Viktoria mit einem 16:0-Sieg brillierte und sich anschließend verdient als Saison-Meister feiern ließ.
| 1940/41          | Dessau 05 | 1. SV Jena | FC Wacker Halle | VfL Halle 96 | SC Erfurt 1895 | SpVgg 1910 Zeitz | SpVgg 1910 Zeitz | 1. SV 04 Gera | Thüringen Weida | Cricket Viktoria |
| ---------------- | --------- | ---------- | --------------- | ------------ | -------------- | ---------------- | ---------------- | ------------- | --------------- | ---------------- |
| Dessau 05        | 1         | 4-2        | 3-0             | 6-0          | 4-1            | 4-0              | 10-1             | +0-0          | +0-0            | 3-1              |
| 1. SV Jena       | 3-3       | 2          | 5-0             | 1-2          | 2-2            | 2-0              | 2-1              | 6-1           | 6-0             | +0-0             |
| Wacker Halle     | 2-2       | 3-4        | 3               | 1-3          | 3-0            | 5-2              | 2-2              | 5-1           | 5-0             | 2-0              |
| Halle 96         | 3-3       | 3-2        | 1-3             | 4            | 0-3            | +0-0             | 7-2              | 2-5           | +0-0            | 4-1              |
| SC Erfurt        | 0-3       | 1-5        | 1-1             | 3-1          | 5              | 0-1              | 6-2              | 6-0           | 2-0             | 5-3              |
| SpVg Zeitz       | 0-5       | 1-2        | 0-4             | 0-2          | 3-0            | 6                | 1-0              | 5-3           | 2-0             | +0-0             |
| Dessau 98        | 0-0       | 1-1        | 1-4             | 10-0         | 1-1            | 3-2              | 7                | 2-2           | 4-1             | 6-0              |
| 1. SV Gera       | 1-5       | 2-3        | 0-3             | 2-6          | 1-2            | 2-3              | 3-3              | 8             | 4-4             | 1-0              |
| Thüringen Weida  | 0-5       | 1-3        | 1-6             | 1-3          | 4-1            | 1-0              | 6-3              | 0-5           | 9               | 1-0              |
| Cricket Viktoria | 0-16      | 2-4        | 2-0             | 3-4          | 1-2            | 0-4              | 4-0              | 2-3           | 4-0             | 10               |

 * Folgende sechs Partien wurden nicht ausgetragen, weil jeweilige Gast-Vereine zum Spiel nicht antraten. Sie wurden durch den Spiel-Ausschuss mit 0:0 Toren und 2:0 Punkten für den jeweils offiziell gastgebenden Verein gewertet.

 (1) Dessau 05 – Gera / (2) Dessau 05 – Weida / (3) Jena – Cricket-Viktoria / (4) Halle 96 – Zeitz / (5) Halle 96 – Weida / (6) Zeitz – Cricket-Viktoria 

## Abschlusstabelle

SV Dessau 05 -
9. Gauliga-Mitte-Meister 1941/42

| Pl. | Verein                               | Sp. | S  | U | N  | Tore    | Quote | Punkte |
| --- | ------------------------------------ | --- | -- | - | -- | ------- | ----- | ------ |
| 1.  | SV Dessau 05                         | 18  | 14 | 4 | 0  | 076:140 | 5,43  | 32:40  |
| 2.  | 1. SV 03 Jena (M)                    | 18  | 12 | 3 | 3  | 053:270 | 1,96  | 27:90  |
| 3.  | Hallescher FC Wacker 1900 (N)        | 18  | 10 | 3 | 5  | 049:280 | 1,75  | 23:13  |
| 4.  | VfL Halle 1896                       | 18  | 11 | 1 | 6  | 041:460 | 0,89  | 23:13  |
| 5.  | SC Erfurt 1895 (N)                   | 18  | 8  | 3 | 7  | 036:350 | 1,03  | 19:17  |
| 6.  | SpVg 1910 Zeitz                      | 18  | 8  | 0 | 10 | 024:330 | 0,73  | 16:20  |
| 7.  | Dessauer SV 98 (N)                   | 18  | 4  | 6 | 8  | 042:520 | 0,81  | 14:22  |
| 8.  | 1. SV 04 Gera                        | 18  | 4  | 3 | 11 | 036:570 | 0,63  | 11:25  |
| 9.  | FC Thüringen Weida                   | 18  | 4  | 1 | 13 | 020:530 | 0,38  | 09:27  |
| 10. | FuCC Cricket-Viktoria 1897 Magdeburg | 18  | 3  | 0 | 15 | 023:550 | 0,42  | 06:30  |

| (M) | Titelverteidiger                                      |
| (N) | Aufsteiger aus der Bezirksklasse, (Bereichsklasse II) |

## Aufstiegsrunde
Gespielte Spiele: 6 / Erzielte Tore: 27/ Ausspielung: 10.05. - 26.07.1942
| Platz | Verein                                                   | Spiele | Tore  | Quote | Punkte |
| ----- | -------------------------------------------------------- | ------ | ----- | ----- | ------ |
| 1.    | SpVgg 02 Erfurt (Sieger 1. Klasse Thüringen)             | 4      | 9:6   | 1,50  | 6:2    |
| 2.    | FV Sportfreunde Halle (Sieger 1. Klasse Halle-Merseburg) | 4      | 10:10 | 1,00  | 3:5    |
| 3.    | FV Fortuna Magdeburg (Sieger 1. Klasse Magdeburg-Anhalt) | 4      | 08:11 | 0,73  | 3:5    |

## Deutsche Fußballmeisterschaft
Qualifikationsrunde
| Datum        |                | Ergebnis  |              | Stadion                   |
| ------------ | -------------- | --------- | ------------ | ------------------------- |
| 10. Mai 1942 | Borussia Fulda | 0:2 (0:1) | SV Dessau 05 | Fulda, Stadion Johannisau |

Achtelfinale
| Datum        |              | Ergebnis  |                    | Stadion              |
| ------------ | ------------ | --------- | ------------------ | -------------------- |
| 24. Mai 1942 | SV Dessau 05 | 0:3 (0:2) | SpVgg Blau-Weiß 90 | Dessau, Schillerpark |